# Rudolf Faehlmann
Rudolf Carl Axel Faehlmann, född 26 december 1864 i Reval, död 3 september 1942 i Poznań, var en rysk militär, officer i Kejserliga ryska flottan.
Faehlmann var 1904-1917 befälhavare på isbrytaren Jermak, då världens största isbrytare (Reval, Riga, Sankt Petersburg). För sina tjänster ombord erhöll han Dannebrogsorden (Danmark), Sankt Olavsorden (Norge), Röda Örns orden (Preussen), Sankt Vladimirorden IV klass och III klass att bäras kring halsen samt Sankt Annaorden II klass med svärd (alla Ryssland).